# سد راپل
سد راپل (به اسپانیایی: Central hidroeléctrica Rapel) یک سد و منطقهٔ مسکونی در شیلی است که در منطقه ا هیگینز واقع شده‌است.